# Kira Clavell
Kira Clavell ist eine kanadische Schauspielerin und ein Model.

## Leben
Kira Clavells Vater ist irisch-spanischer Herkunft, ihre Mutter philippinisch-kantonesisch-hawaiianisch-polynesischer Abstammung. Sie ist Absolventin der University of Manitoba.
Clavell modelte unter anderen für die Unternehmen Chanel, Levi Strauss & Co. und Nike. Erste Schauspielrollen erhielt sie 1996 in einer Episode der Fernsehserie Highlander und 1997 als Nebendarstellerin im Fernsehfilm Die Stiefschwester. 1998 übernahm sie in fünf Episoden der Fernsehserie Die Ninja-Turtles die Rolle der Vam-Mi. Von 2000 bis einschließlich 2001 spielte sie wiederkehrende Rollen in den Fernsehserien Nikita als Jasmine Kwong und in Immortal – Der Unsterbliche als Vashista. 2001 war sie als Medusa im Fernsehzweiteiler Die Unicorn und der Aufstand der Elfen zu sehen. 2002 stellte sie im Fernsehzweiteiler Die Schneekönigin die Rolle der Sommerprinzessin dar. In beiden Fernsehzweiteilern lieh ihr Anke Reitzenstein für die deutsche Sprachausgabe ihre Stimme. 2003 verkörperte sie in House of the Dead die Rolle der Liberty und war im selben Jahr in fünf Episoden der Fernsehserie Platinum in der Rolle der Lisa zu sehen. 2006 folgte mit der Rolle der Ellie Lee eine größere Serienrolle in The Evidence. 2013 wirkte sie in The Hunters – Auf der Jagd nach dem verlorenen Spiegel als Mai mit.

## Filmografie (Auswahl)
- 1996: Highlander (Fernsehserie, Episode 5x08)
- 1997: Die Stiefschwester (The Stepsister, Fernsehfilm)
- 1998: Liebling, ich habe die Kinder geschrumpft (Honey, I Shrunk the Kids: The TV Show, Fernsehserie, Episode 1x18)
- 1998: Die Ninja-Turtles (Ninja Turtles: The Next Mutation, Fernsehserie, 5 Episoden)
- 1999: Versiegelt mit einem Kuss (Sealed with a Kiss, Fernsehfilm)
- 2000: Secret Agent Man (Fernsehserie, Episode 1x12)
- 2000: Prophecy of the Tiger – Die Rache des Tigers (Prophecy of the Tiger, Fernsehfilm)
- 2000–2001: Nikita (Fernsehserie, 4 Episoden)
- 2000–2001: Immortal – Der Unsterbliche (The Immortal, Fernsehserie, 3 Episoden)
- 2001: Die Unicorn und der Aufstand der Elfen (Voyage of the Unicorn, Fernsehfilm)
- 2001: The Defectors (Fernsehfilm)
- 2002: The 5th Quadrant (Fernsehserie, Episode 1x05)
- 2002: Rub & Tug
- 2002: Just Cause (Fernsehserie, Episode 1x05)
- 2002: Adventure Inc. – Jäger der vergessenen Schätze (Adventure Inc., Fernsehserie, Episode 1x02)
- 2002: Die Schneekönigin (Snow Queen, Fernsehfilm)
- 2003: The Eleventh Hour (Fernsehserie, Episode 1x06)
- 2003: House of the Dead
- 2003: Street Time (Fernsehserie, Episode 2x06)
- 2003: Platinum (Fernsehserie, 5 Episoden)
- 2003–2004: Train 48 (Fernsehserie, 3 Episoden)
- 2004: My Baby’s Daddy
- 2004: Jake 2.0 (Fernsehserie, Episode 1x16)
- 2004: Stargate – Kommando SG-1 (Stargate SG-1, Fernsehserie, 2 Episoden)
- 2004: Myst IV: Revelation (Computerspiel)
- 2005: Cool Money (Fernsehfilm)
- 2005: The Last Hit
- 2006: Comeback Season
- 2006: Honeymoon with Mom
- 2006: Naked Josh (Fernsehserie, Episode 3x01)
- 2006: The Evidence (Fernsehserie, 4 Episoden)
- 2006: Saved (Fernsehserie, 2 Episoden)
- 2006: Homie Spumoni – Mein anderes Ich (Homie Spumoni)
- 2007: Kickin’ It Old Skool
- 2007: Blood Ties – Biss aufs Blut (Blood Ties, Fernsehserie, Episode 2x01)
- 2007: Betrayals (Fernsehfilm)
- 2008: The Guard (Fernsehserie, Episode 2x01)
- 2009: Scooby-Doo! Das Abenteuer beginnt (Scooby-Doo! The Mystery Begins)
- 2010: Sikat (Kurzfilm)
- 2010: Frankie & Alice
- 2010: Shattered (Fernsehserie, Episode 1x08)
- 2011: Endgame (Fernsehserie, Episode 1x02)
- 2013: Rogue (Fernsehserie, 4 Episoden)
- 2013: The Hunters – Auf der Jagd nach dem verlorenen Spiegel (The Hunters, Fernsehfilm)
- 2015: Girlfriends’ Guide to Divorce (Fernsehserie, Episode 1x12)
- 2016: Miscarriage (Kurzfilm)
- 2017: Lucifer (Fernsehserie, Episode 2x11)
- 2017: Ice (Fernsehserie, Episode 1x02)
- 2019: Say No, Stay Safe (Kurzfilm, Sprechrolle)
- 2019: Charmed (Fernsehserie, Episode 1x14)
- 2019: Fall Back Down
- 2019: And Now This? (Kurzfilm)
- 2020: Altered Carbon – Das Unsterblichkeitsprogramm (Altered Carbon, Fernsehserie, Episode 2x05)
- 2020: For the Record (Fernsehserie, 2 Episoden)
- 2022: Kung Fu (Fernsehserie, 2 Episoden)
- 2022: The Recruit (Fernsehserie, 2 Episoden)